# Histoire du Kamtchatka
Pour des articles plus généraux, voir Kraï du Kamtchatka et Kamtchatka.
Sauf précision contraire, les dates de cet article sont sous-entendues dans le calendrier grégorien.
L'histoire du Kamtchatka, péninsule d'Extrême-Orient russe et sujet de la Russie en tant que kraï du Kamtchatka, commence avec des peuplements préhistoriques. Région peuplée par des peuples paléo-Sibériens depuis le Paléolithique supérieur, elle est découverte par les Russes pendant la seconde moitié du XVIIe siècle. Elle est annexée par les Russes en 1697, et prend de l'importance avec les circumnavigations du XVIIIe siècle et la guerre de Crimée au XIXe siècle. Malgré les changements de pouvoir à répétition pendant la guerre civile russe, aucune effusion de sang est faite, et la région prospère pendant l'ère soviétique. Mais depuis la dislocation de l'URSS, la région a subi l'arrêt des subventions, entraînant un déclin économique et démographique, que le kraï cherche à arrêter en améliorant le secteur touristique, en pleine expansion, surtout depuis qu'un de ses sites est inscrit sur la liste du patrimoine mondial de l'UNESCO.

## Le Kamtchatka autochtone
Les premiers habitants du Kamtchatka se seraient installés dans le nord du kraï (Koriakie) il y a entre 25 000 et 40 000 ans, en même temps que des peuples traversaient la Béringie vers l'Amérique du Nord. Les premiers habitants descendaient de personnes venant du nord-est de l'Asie (région de l'Amour, Mandchourie) et se sont installés sur les côtes. À cette époque là, les montagnes étaient couvertes de glaciers, et les espaces libres en plaines et sur les littoraux étaient de la toundra. Dans cette toundra vivaient en plus des humains des mammouths laineux, des rennes, des bisons et des rhinocéros laineux.
La première preuve de ce peuplement date d'il y a environ 13 000 à 14 000 ans à 18 kilomètres du village de Kozyrevsk, sur les berges du lac Ouchkovski. Il date du Paléolithique supérieur et se situe en plein milieu de la plaine centrale, près du fleuve Kamtchatka. Ces habitants auraient eu une culture similaire aux peuples vivant en Tchoukotka et en Alaska. De ce site, on a retrouvé plusieurs restes de trois habitations en wigwam ont été retrouvés, avec des foyers en pierre. De plus, une sépulture, appartenant probablement à un ancien chef ou ancêtre de la communauté a été retrouvé, ainsi que de nombreux bijoux (dont des colliers de wampum) mais aussi des armes dans la tombe.
Il y a environ 10 000 ans, à cause de la fin de la période glaciaire, le niveau des mers a augmenté, ce qui a fait que le Kamtchatka n'était plus relié au continent que par une étroite bande de terre montagneuse au nord, isolant en partie les populations. De plus, les espèces de mammouths et de bisons se sont progressivement éteintes sur le territoire. Les peuples qui y vivaient étaient les Itelmènes sur la péninsule, les Koriaks et les Tchouktches dans la partie continentale. Ces peuples étaient désunis à cause du climat, des vastes étendues et des barrières physiques que sont les montagnes. Les Itelmènes pratiquaient la pêche. Dans le nord du kraï du Kamtchatka, les Koriaks vivaient de manière nomade pour certains, pratiquant la chasse aux cerfs, et pour d'autres de manière sédentaire mais pratiquant aussi la chasse et la pêche.
Au cours de la période Jōmon, des Aïnous se sont installés sur la pointe sud du Kamtchatka et sont entrés en contact avec les Itelmènes, avec un partage des modes de vie, de vocabulaires et aussi des techniques, en particulier de pêche.
Le Néolithique a commencé au Kamtchatka pendant la seconde moitié du Ier millénaire av. J.-C., lorsque les habitants du Kamtchatka ont commencé à avoir des haches polies mais aussi des flèches et des fers de lance. Les habitants d'alors étaient d'excellents chasseurs et pêcheurs, et les différentes tribus faisaient des échanges entre elles, même si les contraintes géographiques ont retardé le développement de la région. De cette période plusieurs sites archéologiques sont visibles dans la péninsule ; à Petropavlovsk sur un versant de la colline Michennaïa ; à Ielizovo sur une rive de l'Avatcha ; à Klioutchi ainsi qu'au lac Ouchkovski. Sur les rives de la baie de Tarya dans le golfe d'Avatcha ont été retrouvées des statuettes représentants des humains et des animaux.
Pendant le début du Ier millénaire, les Itelmènes se sont installés le long de nombreuses rivières et lacs du Kamtchatka de la partie péninsulaire, et les Koriaks sont restés dans leurs endroits. De plus, ce serait vers ce moment-là que des Aléoutes (sur les îles du Commandeur) et des Evenks (dans le nord du kraï) se seraient établis.

## Arrivée et développement de la région

### Découverte par les colons

#### Premiers explorateurs
Au milieu du XVIIe siècle, les cosaques de Sibérie et les Pomors se dirigent vers l'Extrême-Orient. Pour le gouvernement russe, l'expansion vers l'Est est d'une grande importance, afin d'enrichir le pays. Les explorateurs sont partis pour explorer tandis que les paysans sont partis à cause de l'oppression féodale, ils cherchaient une certaine liberté et à éviter le pouvoir central. L'exploration du Kamtchatka a commencé alors que Simon Dejnev a atteint le détroit de Béring en 1648. C'est alors qu'un autre Pomor, Mikhaïal Stadoukhine, souhaite le concurrencer et explorer l'extrême-orient russe, aussi vers le même détroit. En 1649, il part de la Kolyma, et en 1651, Stadoukhine atteint le golfe de Penjina, où il resta tout l'été et automne de cette année. Pour la première fois, des européens foulent le sol du Kamtchatka, plus précisément la partie non péninsulaire. Au cours de la suite de ce siècle, d'autres colons russes ont pénétré la péninsule et l'ont exploré, dont Ivan Kamtchati (ru) et Ivan Rebrov (ru).
À cette époque-là, la péninsule est occupée par les Itelmènes, qui connaissent toute la région, que ce soit les rivières, lacs, montagnes ou villages. Les habitants pratiquaient un mode de vie de chasseurs cueilleurs, mais s'étaient souvent sédentarisés dans des villages. Les peuples locaux s'échangeaient des vêtements, des chaussures, des outils, des fourrures, ou des couteaux. Le village autochtone de Paren, qui était habité par des Koriaks étaient d'ailleurs connu pour ses couteaux qui s'échangeaient dans tous l'Extrême-Orient nord russe. C'est ainsi que les cosaques, qui admiraient les peuples locaux pour leurs savoirs, ont collaboré avec eux pour se repérer, en utilisant les noms toponymiques itelmènes. Grâce à l'aide de ce peuple, le Kamtchatka est apparu pour la première fois sur une carte en 1667, avec tous les principaux lieux de la région recensés.
En 1697, Vladimir Atlassov, le chef de la forteresse d'Anadyr part avec un détachement de 65 cosaques et de 60 Youkaguirs vers la péninsule. Ils firent le tour de toute la péninsule en suivant les côtes, et ont taxé les locaux avec le Iassak, soit par la persuasion ou par la force. C'est lors de ce tour qu'il annexa la région au tsarat de Russie. Le détachement hiverne à Nijne-Kamtchatsk. L'année suivante, Verkhne-Kamtchatski est fondé en tant qu'ostrog par Altassov, dans ce qui est aujourd'hui le raïon de Milkovo.
En 1700, Iakoutsk et les cosaques qui y habitent comprennent l'importance stratégique du Kamtchatka, et souhaitent ainsi lancer une nouvelle expédition. Pour ce faire, ils envoient Timfoeï Kobelev (ru), qui fut le chef de la forteresse d'Anadyr quand Atlassov était au Kamtchatka. Il est aussi fourni pour lui un détachement de cosaques afin de l'aider, avec dans ce détachement un certain Fyodor Kozyrevsky, un polonais, qui avait été expulsé de Iakoutsk en 1667 avant d'y revenir son conseil du gouverneur de Tobolosk, et de devenir cribler de dette. Il tua sa femme en 1695, et comme punition, il fut rattaché à ce détachement. Ce détachement, malgré les conditions compliquées de la région, arrive au Kamtchatka en 1702, et commence à collecter le Iassak. En 1703, il fonde les villages de Bolcheretsk, de Verkhne-Kamtchatsky et de Nijné-Kamtchatsk.
La découverte de la baie d'Avatcha est controversée, pendant longtemps il fut pensé que Mikhaïl Stadoukhine ou Dejnev l'avaient visitée, mais Stadoukhine utilisa une voie terrestre pour se rendre après vers le détroit de Béring. Pour Dejnev, l'on est sûr qu'il n'y a pas transité, mais un de ses compagnons ; Fedot Alekseyev Popov, laissa un doute pendant un certain temps, même si l'on sait maintenant qu'il se serait établi sur un affluent du fleuve Kamtchatka bien plus au nord aux alentours de 1650, d'après les propos recueillis et écrits par Atlassov lors de son expédition.

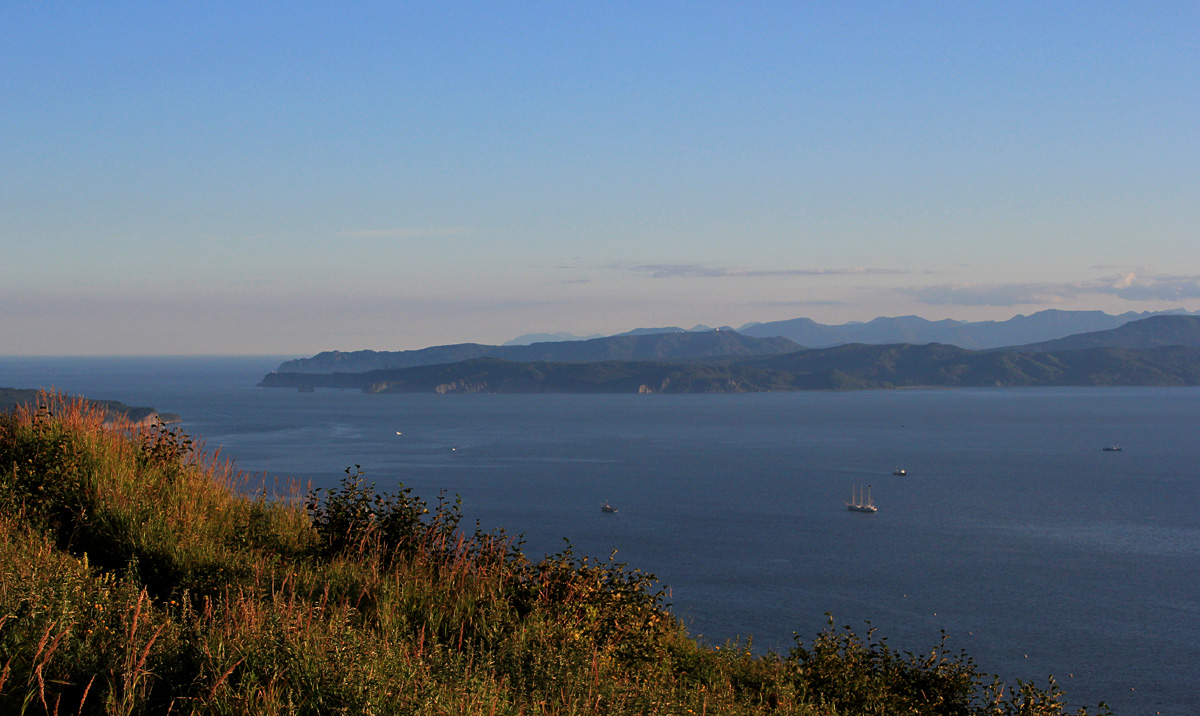
Paysage de la baie d'Avatcha.

La baie d'Avatcha n'a en tout cas pas été visité par Atlassov, aucun de ses documents sur la collecte du Iassak l'en atteste. Mais le livre de collecte du Iassak de Kobelev montre au contraire que son expédition a visité cette baie, car les noms des rivières listés ont été classés de manière géographique, et l'étymologie en laisse des indices. En effet, une rivière Kougatch est mentionnée dans le livre, sachant que le nom de la partie supérieure de l'Avatcha en Itelmène est Sougatch. Cependant, ce n'est pas lui qui l'a visité mais un certain Rodion Presnetov avec 22 autres soldats qui furent envoyés sur la côte pour récupérer le iassak, et donc par la même occasion cartographier la région et rencontrer les locaux. Dans la partie que Presnetov a écrite, on retrouve pour la première fois des données sur la faune et la flore de la région, ainsi que sur la météo et le climat. Ils auraient probablement visité la baie en septembre 1703.
Dans ce même livre, on apprend aussi qu'ils ont (Kobelev et ses cosaques) rencontré des Aïnous, avant de remonter par la côte occidentale du Kamtchatka.
En 1703 et 1704 Rodion Presnetov et ses hommes ont soumis définitivement le Kamtchatka à l'Empire russe. En effet, après avoir visité la baie d'Avatcha, ils sont partis au sud, et ont noté la présence de deux zones de geysers. La première serait celle de la rivière Bannaïa, tandis que la seconde est quasi pour sûr celle sur un versant de l'Ilinski. La première aurait été visitée en novembre tandis que la second en décembre 1703. Début 1704, les Aïnous vivant sur une île du lac Kourile sont soumis par les hommes de Rodion.
En 1704, Vassili Mikhaïlovitvh Kolessov (ru) devint le nouveau chef du Kamtchatka, et il arrive à l'automne 1704 dans la péninsule. Il fut chargé de récupérer le iassak, mais s'attira de forts ennuis au cours de son expédition. En 1706, alors qu'il devait rentrer à Iakoutsk, les Koriaks prévoient de l'attaquer mais il arrive sain et sauf en les évitant. Après son départ, Mikhaïl Mnogohrishny redevint chef du Kamtchatka.
En 1707, plusieurs cosaques ; Ivan Mogilev, Rodion Presnetsov et Terenty Smerdov ; remarquèrent la présence d'un feu qui brûle continuellement en haut d'une montagne ; le Klioutchevskoï. Ils remarquent que la pluie ne fait pas éteindre le feu, et ils pensent que cela est un village, mais ne se tentent pas à la gravir. Piotry Kozyrevsky, le père d'Ivan Kozyrevsky, souhaitait déjà gravir cette montagne en 1703, mais les Itelmènes refusèrent de l'aider.
Au même moment, le Kamtchatka devient de plus en plus désorganisé, alors que les cosaques commencent à taxer les autochtones au nom de l'État, alors qu'ils ne le font que pour leurs propres comptes. Si un refusait de payer le iassak, femmes et enfants pouvaient être battus en public, et les hommes mis en esclavage. Face à ces excès et crimes, l'État renvoie Vladimir Atlassov dans la région en 1707 pour rétablir l'ordre. Atlassov fut drastique envers les cosaques, en les battant, les emprisonnant et les torturant d'autres manières.
Les cosaques s'organisent alors contre Atlassov, en organisant un complot, et le tuèrent en janvier 1711. Mais ils étaient conscients de leurs actes, et qu'ils seraient punis quand Iakoutsk, Tobolosk ou Moscou se mêleraient de l'histoire. C'est alors que Pierre Ier ordonna d'annexer les Kouriles cette année là. Les cosaques, parmi lesquels Ivan Kozyrevsky se proposèrent pour l'expédition, afin de se repentir de leurs actes.

#### Explorations de Vitus Béring

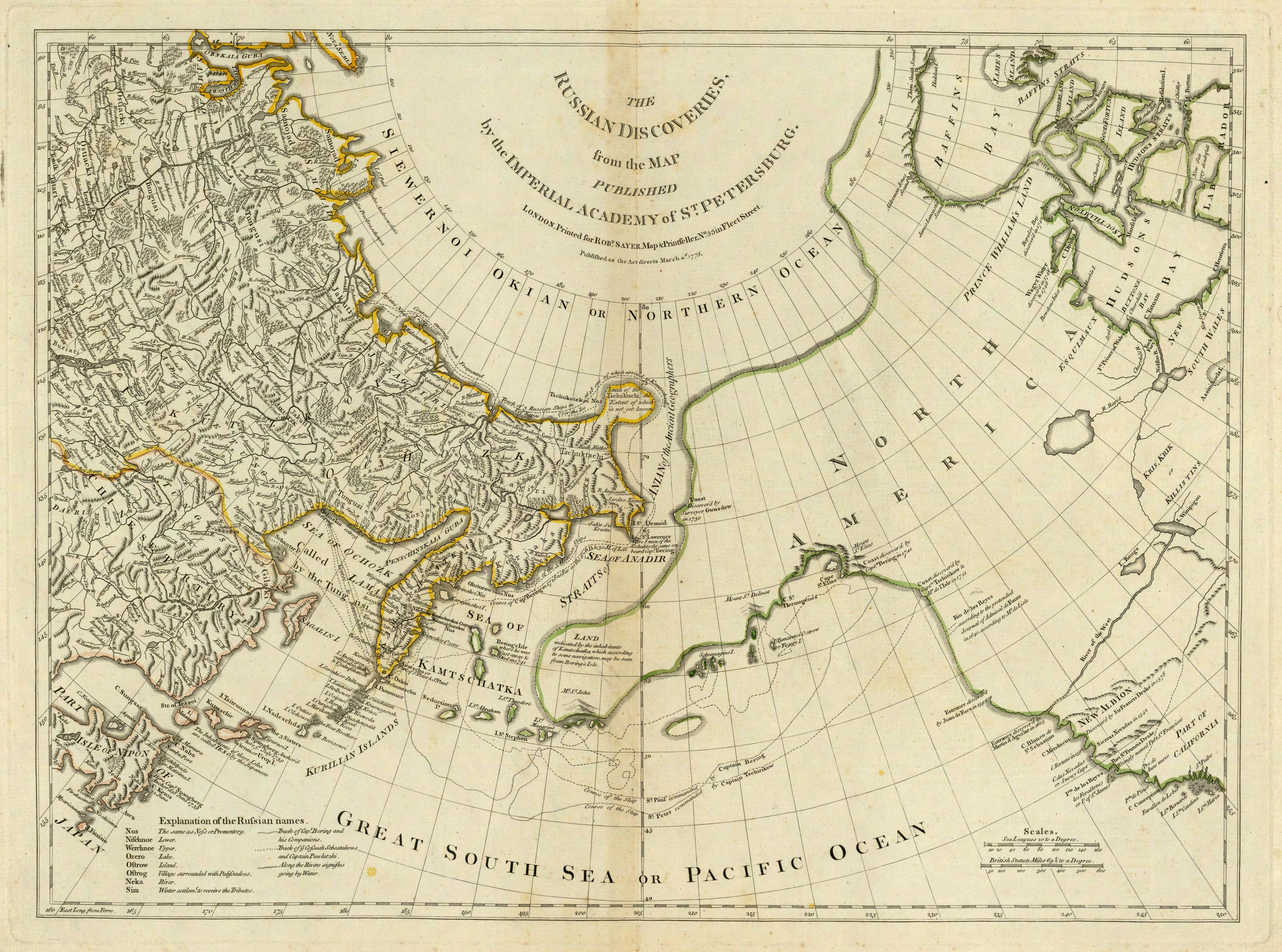
Carte résultant de la deuxième expédition.

Missionné par Pierre Ier le Grand, Vitus Béring et son second Alekseï Tchirikov partent fin 1724 dans l'extrême-orient pour cartographier les terres, et découvrir si l'Asie et l'Amérique étaient séparées ou non par un détroit. Ils longent les côtes orientales du Kamtchatka, et découvrent aussi les îles du Commandeur.
Le 17 avril 1732, le gouvernement russe lance la deuxième expédition du Kamtchatka, avec les mêmes explorateurs. Le 8 septembre 1740, l'expédition de Béring et Tchikirov reprend, et les deux bateaux de l'expédition sont le Saint-Pierre (ru) et le Saint-Paul (ru), le premier commandé par Béring, l'autre par Tchirikov.
Ces deux bateaux pénètrent dans la baie d'Avatcha le 6 octobre 1740 pour se réfugier d'une tempête. Ce jour est considéré comme la fondation de la ville de Petropavlovsk-Kamtchatski, alors nommé Nijné-Kamtchatsk.
Le 4 juin 1741, les deux bateaux repartent pour leur mission, mais ils se perdent vite dans un brouillard. Le 10 octobre 1741, le Saint-Paul décide de repartir à Petropavlovsk, puis le 4 novembre 1741, le Saint-Pierre fait naufrage sur une île de l'Archipel Komandorski. Le 8 décembre, Béring meurt tout comme une bonne partie de l'équipage. Les survivants lui font une sépulture (ru) sur l'île. À la mi-août 1742, les 46 survivants, après avoir reconstruit un bateau, le Saint-Pierre (ru), repartent dans l'espoir d'atteindre le Kamtchatka, qu'ils atteignent 4 jours plus tard. Le 26 août, après 9 jours de navigation, ils débarquent à Petropavlovsk.

### L'ère des navigateurs

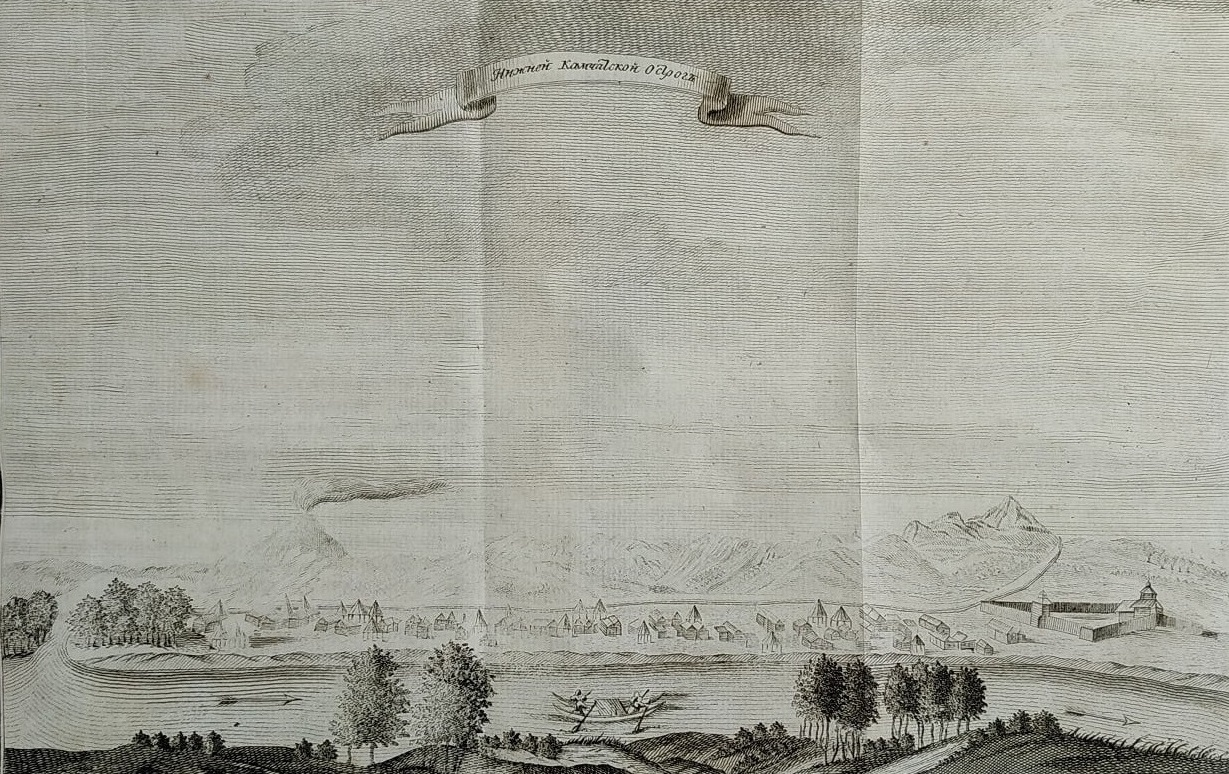
Nijné-Kamtchatsk et son ostrog à droite au XVIIIe siècle.

En 1772, un gouverneur est nommé pour la région, un certain Magnus von Behm (ru), qui prend ses fonctions le 15 octobre suivant. Entre 1779 et 1799, le nouveau gouverneur Vassili Chmalev construit des batteries à Petropavlovsk, à cause de l'importance de la ville dans une baie protégée.
Au cours de cette période, le port accueille des navigateurs comme James Cook, Jean-François de La Pérouse ou bien Gavriil Sarytchev. Petropavlovsk devenu une escale incontournable pour les circumnavigations russes et pour bien d'autres pays, avec au total plus de 30 expéditions qui y sont passées.
En 1803, l'oblast du Kamtchatka est créé comme subdivision du gouvernement d'Irkoutsk, et le 28 mars 1812, Nijné-Kamtchatsk devient le centre administratif.
Entre 1817 et 1822, le Kamtchatka a comme gouverneur Piotr Ivanovitch Rikord, un amiral s'étant déjà illustré lors des guerres napoléoniennes et lors de la guerre russo-turque de 1828-1829.
Le 9 avril 1822, le centre administratif est renommé en l'honneur des bateaux de l'expédition, soit en Petropavlovsk-Kamtchatski, soit littéralement « Saints Pierre-et-Paul du Kamtchatka », en obtenant le statut de ville, et l'oblast est dissout à ce moment-là. En 1830, la capitale compte environ 1 000 personnes.
Le 2 décembre 1849, l'oblast du Kamtchatka est à nouveau reformé, avec comme gouverneur Vassili Zavoïko, qui est regradé en gouverneur militaire en février 1850. Cette recréation est dû à une proposition de Nikolaï Mouraviov-Amourski, gouverneur général de Sibérie orientale (ru), qui voulait transformer Petropavlovsk en le principal port militaire russe sur l'océan Pacifique, à la place d'Okhotsk.

### Guerre de Crimée

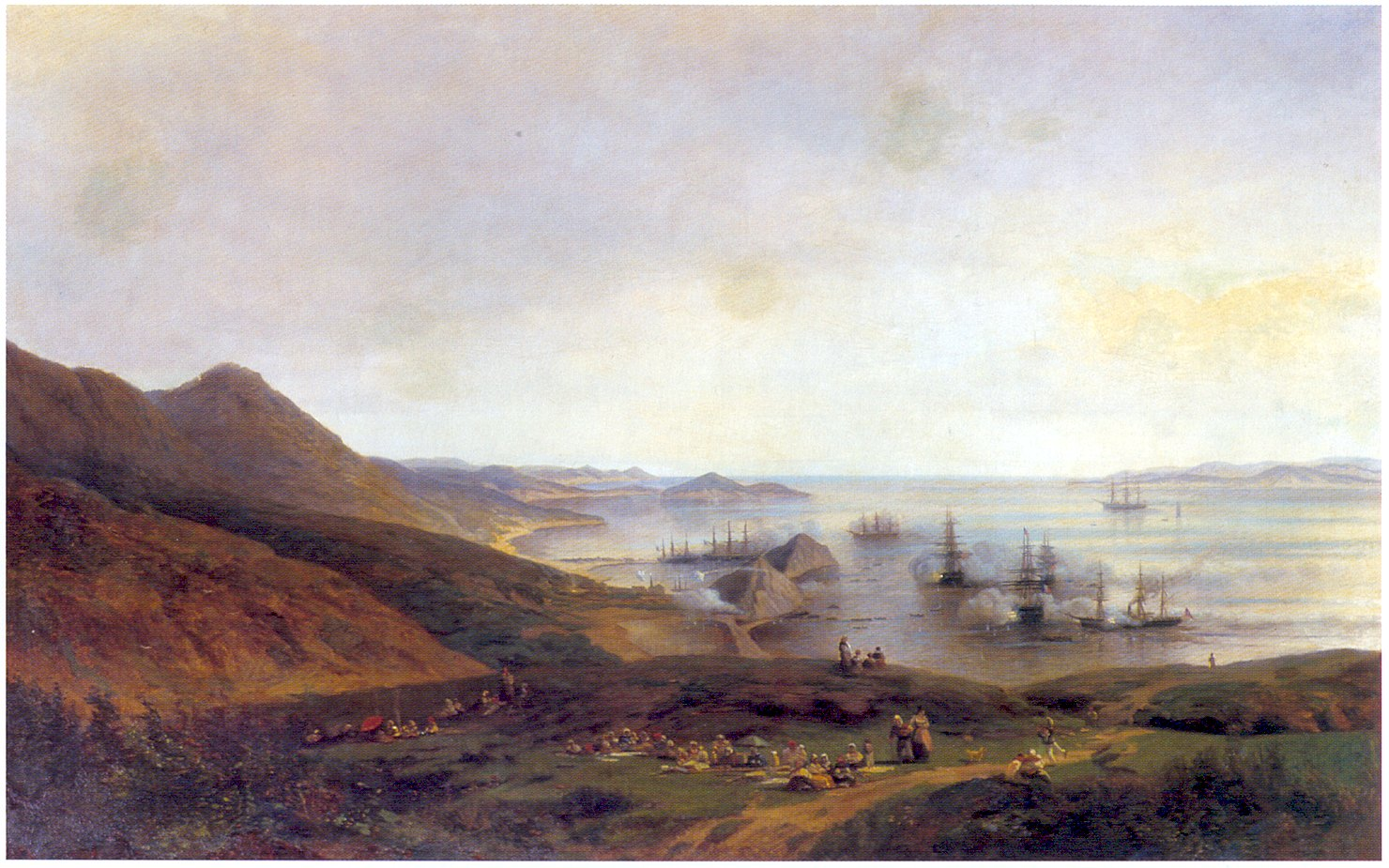
Siège de Petropavlovsk en septembre 1854 n.s., par Alexeï Bogolioubov.

Le Kamtchatka entre sur la scène internationale lors de la guerre de Crimée, avec le siège de Petropavlovsk. Le 18 août 1854 (30 août dans le calendrier grégorien), une escadre anglo-française jette l'ancre dans la baie d'Avatcha, et deux jours plus tard 600 hommes débarquent pour prendre la ville, mais la ville résiste, et met l'alliance en retraite.
La résistance de la garnison de la ville est dû à la bonne préparation par Zavoïko, informé d'un possible siège. Le 19 juin 1854 (1er juillet dans le calendrier grégorien) précédent l'attaque, une frégate russe est venue à Petropavlovsk qui échappe de peu à sa prise par l'escadre franco-anglaise. Le 24 juillet 1854 (5 août dans le calendrier grégorien), un autre navire russe avec 333 soldats parvient à débarquer en sécurité dans la baie. Pendant l'été, des batteries côtières furent construites, et environ 70 canons mis en place (comprenant les canons de navires).
Le 24 août 1854 (5 septembre dans le calendrier grégorien), l'escadre retente une prise de la ville en contournant la colline Nikolskaïa, mais ils sont repoussés. Le 27 août 1854 (8 septembre dans le calendrier grégorien), l'escadre quitte définitivement la baie.
Mais conscient de la faiblesse de la ville, Nikolaï Mouraviov-Amourski fait évacuer la ville, et le 8 mai 1855 (20 mai dans le calendrier grégorien), l'escadre repénètre dans la baie, pour retenter une prise. Mais ils trouvent une ville fantôme, ils la pillent et l'incendient. Au même moment, les russes partent vers Nikolaïevsk-sur-l'Amour. À cause de la quasi désertion de la région, l'oblast est dissout en 1856 et intégré à l'oblast du Primorié.

### Développement

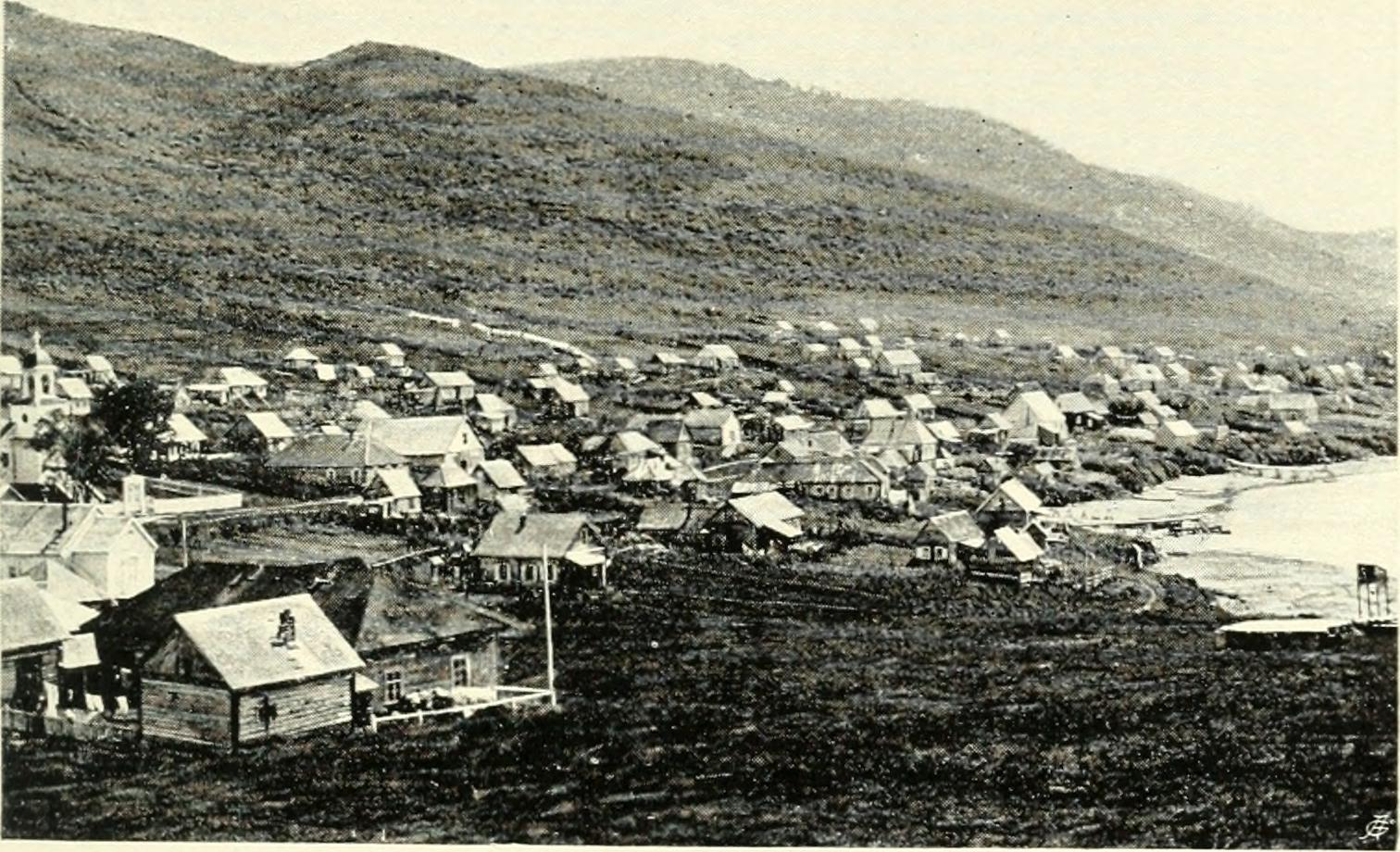
Petropavlovsk en 1904.

Le 22 juillet 1909, alors que la Russie a subi un arrêt de ses conquêtes à cause de l'échec de la guerre contre le Japon, le gouvernement se réintéresse à la région, et l'oblast est à nouveau formé,. En même temps, un gouverneur par intérim est nommé ; Vassili Perfiliev (ru). Le 18 juin 1912, il est remplacé par un noble, Nikolaï Monomakhov.

## Guerre civile russe

### Montée communiste
La nouvelle de la révolution de février arrive le 5 mars 1917, et le lendemain lors d'une assemblée générale, les habitants de Petropavlovsk décident de former le comité municipal de sécurité publique, une douma municipale.
À la fin de 1917, alors que la nouvelle de la révolution d'octobre se propage, un conseil des députés composé de soldats et d'ouvrier est formé à Petropavlovsk le 10 décembre 1917. Le 1er janvier 1918, ce conseil se déclare la plus haute autorité du Kamtchatka.
En mars 1918, face à cette accaparation du pouvoir par les communistes, un groupe d'industriels et d'employés de Petropavlovsk se réunirent afin de proposer de déclarer le Kamtchatka comme une région autonome au sein de l'Empire, voire en une république indépendante. Ces séparatistes ont demandé la dissolution du conseil des députés et de la garde rouge qui se sont formés, ainsi que d'expulser tout anarchiste de la région.

### Prise du pouvoir par les blancs
Le 11 juillet 1918, dans la nuit, un coup d'État se déroule à Petropavlovsk ; 29 cosaques arrivent par bateaux et s'unissent au comité de sécurité publique pour prendre le pouvoir. Le 12 juillet, les drapeaux rouges ont été remplacés par les drapeaux de l'Empire russe. Communistes, révolutionnaires sont arrêtés dans les jours suivants.
Après ce coup d'État, dans le cadre de l'intervention en Sibérie, des troupes japonaises et de nombreux civils débarquent au Kamtchatka. Lors de l'été 1919, il y avait plus de 20 000 pêcheurs japonais établis au Kamtchatka, soit plus que le nombre de russes. Pendant cette domination japonaise, l'empire nippon construit de nombreuses usines liées à la pêche, établit une administration nippone, une police secrète, mais aussi des écoles et hôpitaux. Des représentants d'Alexandre Koltchak s'installent aussi à Petropavlovsk.

### Retour des communistes
Le 10 janvier 1920, le gouvernement blanc est renversé par les bochéviques, et Ivan Larine (ru) devient le président du comité révolutionnaire militaire. En mai, un bateau battant pavillon de la république d'Extrême-Orient arrive à Petropavlovsk, officiellement pour apporter de la nourriture, mais livre aussi en cachette de nombreuses armes pour les bolchéviques.
Face à ce changement de pouvoir, des navires militaires nippons et du nouvellement formé gouvernement provisoire de Priamour rentrent dans la baie d'Avatcha le 25 juin 1921, et mouillent hors de la ville. Après tractations et pressions de la part des japonais et des habitants, ainsi que de l'arrivée de deux autres navires militaires en septembre et octobre, les communistes se rendent à l'évidence qu'ils ne pourront pas tenir le Kamtchatka. Le 28 octobre au matin, le comité révolutionnaire, face à un ultimatum japonais finissant le 29, décide de se retirer de Petropavlovsk vers l'arrière-pays.

### Retour des blancs pour une dernière fois
Cette retraite est marquée sans aucune effusion de sang, et des habitants préviennent les Japonais de la fuite des communistes, pour éviter qu'ils attaquent le lendemain. Les habitants voient ces troupes comme libératrices, et le Kamtchatka est rattaché de fait à la république d'Extrême-Orient. La plupart des bateaux japonais partent avant l'arrivée de l'hiver, sauf deux croiseurs, dont un qui restera stationné jusqu'en mai 1922.
Le 8 août 1911, un nouveau coup d'État militaire à Vladivostok porte au pouvoir Mikhail Dieterichs. Pour lui, ce n'est qu'une question de semaines avant que le Primorié tombe aux mains de l'Armée rouge. Il songe alors à l'indépendance du Kamtchatka, qui deviendrait un pays, sous protectorat japonais, et où le troupes blanches pourraient se réfugier, sans menace à cause de l'isolation géographique.
Le 5 octobre, le gouvernement du Priamour commence à tomber, défaits par l'Armée rouge. En conséquence, Vladivostok commence à être évacuer le 16. Sauf qu'au lieu de se réfugier au Kamtchatka comme prévu, les bateaux partent à Wonsan en terre japonaise.
Le 2 novembre 1922, face à cette débandade, les troupes blanches dont nippones partent de Petropavlovsk, laissant la place pour les communistes. La guerre civile est finie dans le territoire, avec aucune bataille, seulement des pressions politiques et militaires,,.

## Époque soviétique
Le 10 novembre 1922, le pouvoir soviétique établi le gouvernorat du Kamtchatka (ru), et le 1er janvier 1926, il est dissout au profit du okroug du Kamtchatka (ru), inclus dans le kraï d'Extrême-Orient.
Le 22 novembre 1932, l'oblast du Kamtchatka est formé, et il est alors toujours subordonné au kraï d'Extrême-orient. Mais ce kraï est dissout en octobre 1938, et l'oblast devient alors une subdivision du kraï de Khabarovsk.

### Seconde guerre mondiale
La nouvelle du déclenchement de l'opération Barbarossa par l'Allemagne nazie arrive tard dans la soirée du 22 juin à Petropavlovsk, et circule dans les jours suivants sur le reste de la péninsule. L'armée enrôle dans ses rangs de nombreux volontaires, et l'économie devient une économie de guerre. Désormais, tous les travaux non nécessaires sont arrêtés et les usines doivent alimenter le front. À Petropavlovsk, le chantier de réparation navale s'est lancé dans la construction de nouveaux bateaux militaires, et a lancé en parallèle la production de grenade et de mines. Les exploitations agricoles devaient envoyer leur nourriture au front tandis que les menuiseries et scieries de la région se sont lancés dans la production massive de skis.
Cette économie de guerre entraîne une pénurie colossale de main-d'œuvre, les personnes de toutes classes sociales étant répartis dans différents travaux, sans compter le nombre d'hommes conséquents partis au front. La pêche est l'un des secteurs qui s'est le plus développé, avec la quantité de poissons capturée qui a doublé, tandis que la production sylvicole a augmenté de 61 %.
Le Kamtchatka a aussi servi de terrain d'entraînement pour les nouvelles recrues ; près de 16 000 fusiliers ; 1 400 tireurs d'élite ; 900 mitrailleurs et de nombreux autres y ont été formés. Au total, 23 292 habitants du Kamtchatka sont allés au front sur les quatre années de guerre.
La solidarité des habitants a aussi eu lieu, près de 70 millions de roubles ont été collectés pour financer le front, près de 200 000 vêtement sans compter les tonnes de nourriture apportées.
Le Kamtchatka servit pendant la seconde guerre mondiale de hub dans le cadre du programme prêt-bail pour les armes américaines fournies aux soviétiques. Avions, chars, canons, armements et autres véhicules y ont transité via le port de Petropavlovsk. Le Kamtchatka fut aussi un relais dans la voie aérienne reliant l'Alaska à l'URSS. Mais jusqu'en 1943, Petropavlovsk n'était qu'un petit port, c'est pour ça que cette année-là l'État a décidé d'en construire un tout nouveau, qui fut totalement inauguré en février 1945, alors que la conférence de Yalta se déroule en Crimée. Le port neuf fut une infrastructure importante pour ravitailler l'URSS lors de son invasion à l'été de la Mandchourie. Enfin, le Kamtchatka fut le point de départ de l'invasion des îles Kouriles, pour récupérer ces îles aux Japonais.

### Essor économique
Le 23 janvier 1956, l'oblast n'est plus une partie du kraï de Khabarovsk et elle devient un sujet intégrant de la RSFSR. La région devient alors fermée, c'est-à-dire interdite aux étrangers de l'oblast, qu'ils soient russes ou venant d'autres pays.
Pendant la seconde moitié du XXe siècle, l'économie connaît une croissance grâce aux subventions démesurées de l'État soviétique.
Le 17 juillet 1967, la région a reçu l'ordre de Lénine.
En 1968, Vilioutchinsk, ville et base navale, est formée en tant que ville fermée.

## Fédération de Russie
Après la dislocation de l'URSS, l'économie et ainsi sa démographie se sont effondrées à cause d'une économie qui se basait sur des subventions et non pas sur du profit. En 1991, la région n'est plus fermée aux étrangers, seule la ville de Vilioutchinsk le reste.
Le 23 octobre 2005, un référendum a lieu en Koriakie et dans l'oblast du Kamtchatka portant sur une fusion des deux sujets. Le référendum est approuvé par 84,99 % des votants au Kamtchatka et par 89,04 % des votants en Koriakie.
Le 1er juillet 2007, le kraï du Kamtchatka voit le jour, et la Koriakie devient une unité administrative-territoriale ayant un statut spécial au sein du kraï.
Le 3 novembre 2011, la capitale Petropavlovsk a reçu le titre de ville de la gloire militaire pour le siège de Petropavlovsk.
Le kraï cherche aujourd'hui à se diversifier de son économie concentrée sur le secteur primaire (pêche surtout), en développant le tourisme. Des stations de ski dans l'aire urbaine de Petropavlovsk ont été créées, et la région a entamé la protection de ses sites naturels, avec actuellement plus de 14,5 % de son territoire protégé,.